# Fernando Cardozo
Fernando Cardozo, vollständiger Name Fernando Daniel Cardozo Brandón, (* 27. April 1979 in Salto) ist ein ehemaliger uruguayischer Fußballspieler.

## Karriere

### Verein
Der 1,69 Meter große Offensivakteur Cardozo stand zu Beginn seiner Karriere mindestens in der Clausura 1999 im Kader des Erstligisten Huracán Buceo. In der Clausura 2000 wird er dann in Reihen des argentinischen Vereins Chacarita Juniors geführt. Die Invierno-Spielzeit 2000 verbrachte er – allerdings ohne Ligaeinsatz – beim mexikanischen Klub Cruz Azul. 2001 spielte er wieder für Huracán Buceo, 2002 folgte eine Station bei River Plate Montevideo in der Primera División. Im selben Jahr ist in der Clausura 2002 auch ein Engagement beim argentinischen Erstligisten Talleres de Córdoba verzeichnet. In der Apertura 2003 bestritt er zwei Spiele für Huracán Buceo in der Segunda División und wirkte dort auch in der Clausura 2003. 2004 wird er im Kader des Erstligisten Plaza Colonia geführt. In jener Saison absolvierte er 28 Erstligaspiele und erzielte einen Treffer. In der Zwischenspielzeit 2005 und der Saison 2005/06 war der Club Sportivo Cerrito sein Arbeitgeber. In beiden Spielzeiten lief er jeweils elfmal in der Liga auf und traf je einmal ins gegnerische Tor. Bis Ende 2006 soll der dort zudem weiter im Kader gestanden haben. In der Apertura 2007 und Clausura 2008 spielte er in Honduras bei CD Victoria. In der letztgenannten Halbserie lief er 16-mal (kein Tor) in der Liga Nacional auf.

### Nationalmannschaft
Cardozo gehörte ebenfalls der uruguayische U-20-Auswahl an. Er war Teil des Aufgebots bei der U-20-Südamerikameisterschaft 1999, bei der Uruguay das Turnier als Vize-Südamerikameister beendete.

### Erfolge
- U-20-Vize-Südamerikameister 1999